# Roef en Marian
Roef en Marian waren een Gronings zangduo bestaande uit Roelof Glaasker (9 augustus 1970) en Marian Douwes (Middelburg, 27 juni 1972). Zij werden bekend door hun verschijning in de televisietalentenjacht X Factor op de Nederlandse zender RTL 4.
Roef en Marian vormen sinds juli 2006 een zangduo. Ze deden in het najaar van 2006 mee aan de X-Factor. De afwijzing in de eerste ronde leidde tot felle reacties van Glaasker en Douwes. Jurylid Henkjan Smits werd uitgescholden en het duo dreigde om hem aan te klagen. Doordat de frustraties van Roef en Marian breed voor de camera in beeld werden gebracht, verwierven ze landelijke bekendheid. Enkele luchtige media, waaronder het radioprogramma Evers staat op, het televisieprogramma Man bijt hond en de talkshow JENSEN! haakten hier elk op hun eigen wijze op in. Ook volgde een persiflage in het satirische televisieprogramma Koppensnellers.
Eind 2006 namen Roef en Marian samen met entertainer Johan Vlemmix hun eerste single op.
In juni 2007 lieten Roef en Marian weten dat ze stoppen met hun samenwerking. De reden zou problemen om het geld zijn. Volgens Marian zou Roef zijn deel van de inkomstenbelasting niet willen afstaan.
Sinds het beëindigen van deze samenwerking gaat Roef verder onder de naam Total Roef. Deze naam is ontstaan doordat het management van Total Roef ook eigenaar is van een Total-benzinestation. Sinds de start van zijn solocarrière is Roef veel bezig met zijn presentatie in de media. Hij was op lokale radiostations, maar ook op landelijke televisiezenders. Critici vinden dat de media misbruik maken van zijn zwakbegaafdheid.

## Popstars
In 2008 deden Roef en Marian mee aan de talentenjacht Popstars. De jury kon hun zangkunsten opnieuw niet waarderen.

## Discografie
- Hoe zou ut zijn (2006)